# Land- und Stadtgericht Wollstein
Das Land- und Stadtgericht Wollstein war von 1834 bis 1849 ein preußisches Land- und Stadtgericht mit Sitz in Wollstein.

## Geschichte
Nach dem Ende der Franzosenzeit wurde die der französische Gerichtsorganisation entsprechende Gerichtsorganisation im Herzogtum Warschau 1815 zunächst von Preußen übernommen. Das Friedensgericht Wollstein wurde fortgeführt und dem Landgericht Meseritz zugeordnet. 1834 wurde die Gerichtsorganisation geändert und einheitlich Land- und Stadtgerichte gebildet. In dem -nun verkleinerten- Sprengel des Oberlandesgerichtes Posen bestanden 20 dieser Gerichte, darunter das Land- und Stadtgericht Wollstein. Das Land- und Stadtgericht Wollstein (polnisch: Sąd Ziemsko-Mieyski w Wolsztynie) nahm am 1. April 1835 seine Arbeit auf.
Das Land- und Stadtgericht Wollstein war für den Kreis Bomst zuständig. Dazu gehörten die Städte Wollstein mit 2590 Einwohnern (1838), Bomst mit 2152 Einwohnern, Kiebel mit 889 Einwohnern, Kopnitz mit 825 Einwohnern, Rackwitz mit 1655 Einwohnern, Rostarzewo mit 688 Einwohnern und Unruhstadt mit 1907 Einwohnern sowie 83 Dorfschaften mit 32.002 Einwohnern. Zusammen gab es damit 42.707 Gerichtseingesessene.
Am Gericht waren ein Direktor, sechs Richter, elf Subalterne und sechs Unterbeamte beschäftigt. Es war damit ein Land- und Stadtgericht 1. Klasse. Diese wirkten bei wesentlichen Fällen als Kollegialorgan. 
1849 wurden die Land- und Stadtgerichte aufgelöst und durch Kreisgerichte ersetzt. Damit entstand das Kreisgericht Wollstein im Sprengel des Appellationsgerichts Posen.